# Andrew Hussie
Andrew Hussie (Massachusetts, 25 agosto 1979) è un fumettista statunitense creatore di MS Paint Adventures, una collezione di webcomics che include Homestuck.

## Biografia
Andrew Hussie è nato il 25 agosto 1979 nel Massachusetts. Nel corso della sua carriera non ha mai parlato dei suoi genitori ma ha dichiarato di avere due fratelli. Dopo aver completato gli studi liceali, Hussie entra a far parte della Temple University dove si laurea in informatica.
Nel 2007 lancia il sito web MS Paint Adventures per ospitare fumetti creati da lui. Il più popolare è il webcomic Homestuck, svolto dal 2009 al 2016 e paragonato ad Ulisse a causa della complessa narrazione che la serie spesso utilizza.

## Opere

### Webcomics
- Team Special Olympics
- Jailbreak
- Bard Quest
- Problem Sleuth
- Homestuck
- Ryanquest (scritto con Ryan North)
- Sweet Bro and Hella Jeff
- Homestuck^2: Beyond Canon (scritto con James Roach)

### Libri
- The Starlight Calliope[4]
- Problem Sleuth
  - Problem Sleuth Book One[5]
  - Problem Sleuth Volume 2 - This Is Complete Bullshit[6]
  - Problem Sleuth Volume 3[7]
  - Problem Sleuth, Vol. 4[8]
- Homestuck (con TopatoCo)
  - Homestuck Book One[9]
  - Homestuck Book Two[10]
  - Homestuck Book Three[11]
- Homestuck (con Viz Media)
  - Homestuck, Book 1: Act 1 & Act 2[12]
  - Homestuck, Book 2: Act 3 & Intermission[13]
  - Homestuck, Book 3: Act 4[14]
  - Homestuck, Book 4: Act 5 Act 1[15]
  - Homestuck, Book 5: Act 5 Act 2 Part 1[16]
  - Homestuck, Book 6: Act 5 Act 2 Part 2[17]
  - The Homestuck Epilogues: Volume Meat / Volume Candy[18]
- Sweet Bro and Hella Jeff[19]
- Dinosaur Comics[20]

## Videogiochi
- Namco High (2013)
- Hiveswap (2017)
- Hiveswap Friendsim (2018)
- Pesterquest (2019)
- Psycholonials (2021)